# 로드킬 (2019년 영화)
"로드킬"은 2019년에 개봉한 대한민국의 영화이다.

## 캐스팅
- 이철민 : 오광 역
- 오광록 : 장씨 역
- 김윤지 : 연희 역
- 신원호 : 현석 역
- 배수경 : 소희 역
- 김석호 : 트럭기사 역
- 권예은 : 과거 연희 딸 역
- 양희원 : 과거 연희 아들 역
- 문영동 : 트럭기사 (목소리) 역
- 김영웅 : 할아버지 (목소리) 역